# Margot de Plaisance
Margot de Plaisance est un film muet allemand réalisé par Joseph Delmont, sorti en 1919. 

## Synopsis
Inconnu.

## Fiche technique
- Titre original : Margot de Plaisance
- Sous-titre : Des Volkstribunen Glück und Ende
- Réalisation : Joseph Delmont
- Scénario : Joseph Delmont
- Cinématographie : Otto Jäger
- Décors : Jacek Rotmil
- Producteurs : Lu Synd, Aruth Wartan	.
- Sociétés de production : Lu Synd-Wartan-Film
- Pays d'origine :  République de Weimar
- Longueur : 1 770 mètres, 5 bobines
- Format : Noir et blanc - 1,33:1 - 35 mm  - Muet

## Distribution
- Fritz Dernburg : Henry de Lafitte
- Lu Synd : Margot de Plaisance
- Aruth Wartan : Gaston de Lafitte
- Erich Otto : Jules Grenville
- Arnold Czempin : Maurice Malot
- Kurt Middendorf : Camille Lemaitre
- Käte Busch : Jeanne Gourant
- Hedwig Keller : Gaby Gourant
- Joseph Schiller : Marcel Bourget
- Hella Thornegg
- Alma Konradi
- Marian Alma : Pierre Formont
- Paul Conradi